# Saint-Loup (Pompaples)
Saint-Loup (toponimo francese) è una frazione del comune svizzero di Pompaples, nel Canton Vaud (distretto di Morges).

## Sport

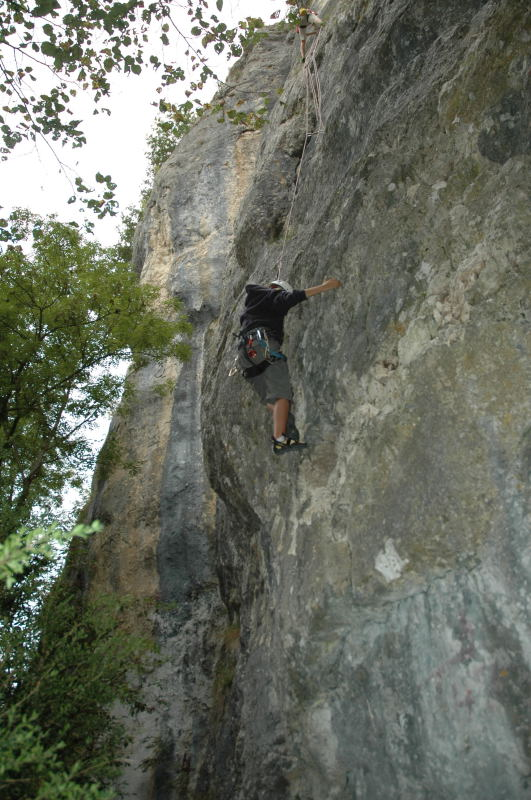
Il settore Dièdre della falesia di Saint-Loup

Vicino al paese c'è un famoso sito d'arrampicata: la roccia è calcare e sono presenti 250 vie, lunghe in media 25 m e fino al 9b.

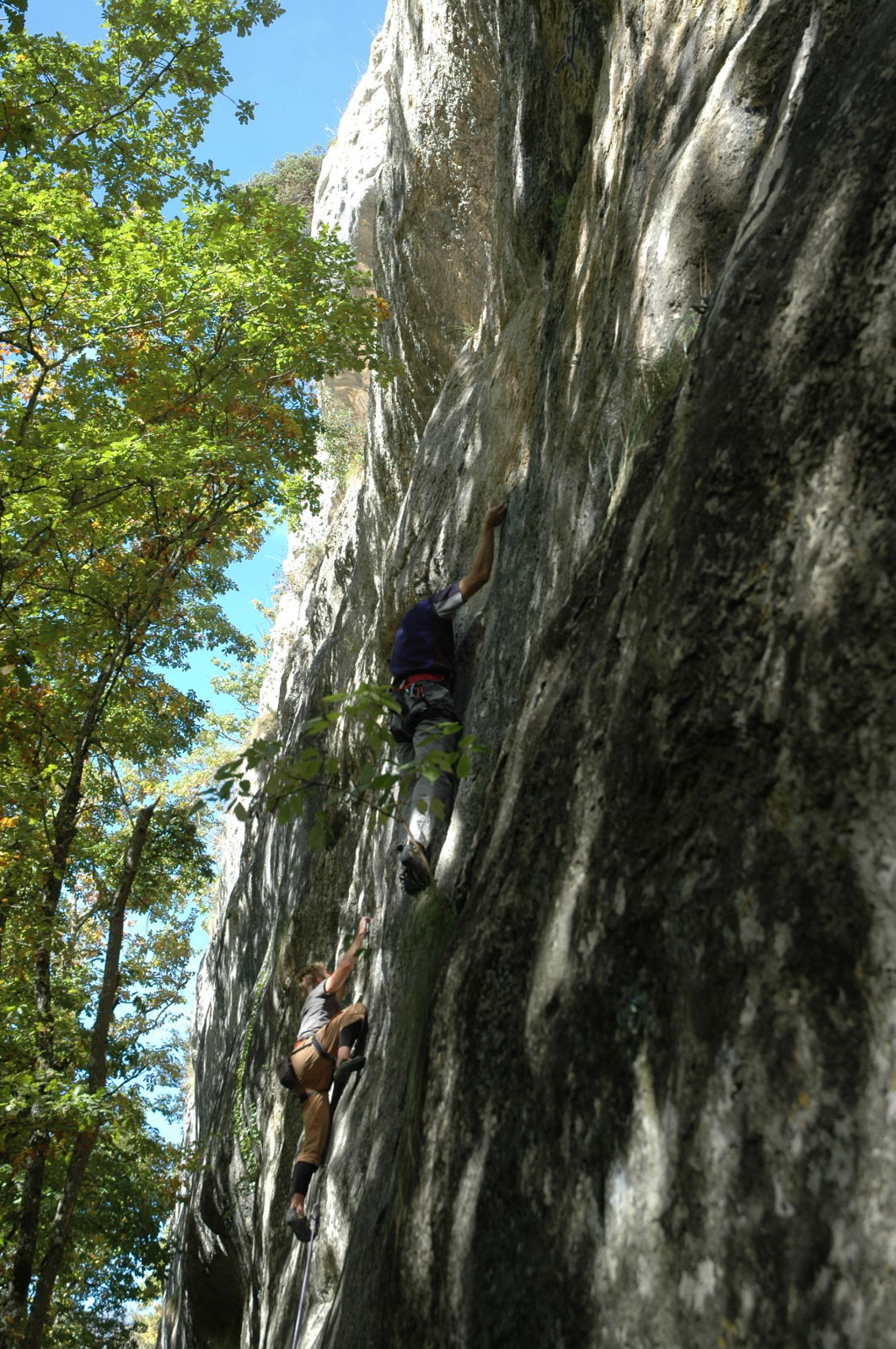
Il settore Bain de sang della falesia di Saint-Loup

Inizialmente chiodata dai fratelli Claude et Yves Remy dalla fine degli anni '80 venne frequentata dai fratelli François e Fred Nicole. Fred Nicole ne fece il suo personale laboratorio e aprì La performance 7c nel 1984 e Anaïs et le canabis 8c nel 1988, fino ad arrivare al 9a di Bain de Sang negli anni '90. Nel 2020 Alessandro Zeni concatena la parte iniziale di Baing de Sang con la parte finale di Bimbaluna, proponendo il grado 9b, se confermato si tratterebbe della prima via di questo grado su una parete verticale. 

### I settori
Il sito è diviso nei settori:
- Bout du Monde
- Echelle à poules
- Papy Folies
- Bain de sang
- Cima ovest
- Le dièdre
- Le Pilier
- Le Trésor du bunker
- Les Guêpes

### Le vie
Le vie più difficili:
- 9b/5.15b:
  - Criptography - 2020 - Alessandro Zeni
- 9a+/5.15a:
  - Bimbaluna - aprile 2004 - François Nicole[2]
- 9a/5.14d:
  - La chimere - dicembre 2002 - Fred Nicole
  - Bain de Sang - 1993 - Fred Nicole